# Scharnhorst-Kaserne (Hamburg)
Die Scharnhorst-Kaserne war eine Kasernenanlage in Hamburg-Harburg, die von 1936 bis 1993 militärisch genutzt wurde. Benannt wurde sie nach Gerhard von Scharnhorst. Stationiert waren bis zum Ende des Zweiten Weltkriegs Pioniereinheiten der Wehrmacht. Nach Besetzung durch die britische Armee und Nutzung durch den Bundesgrenzschutz, zog zunächst ein Pionierbataillon und später ein Sanitätsbataillon der Bundeswehr ein. Die Anlage umfasste eine Fläche von 10,027 ha. Im Rahmen der Konversion entstand das Wohnquartier „Scharnhorst Höhe“.

## Bau und Stationierungsgeschichte

### NS-Staat und Zweiter Weltkrieg
Im Zuge der Aufrüstung der Wehrmacht benötigte der NS-Staat zusätzliche Truppenunterkünfte. In Hamburg-Heimfeld bestanden seit 1935 bereits die General-Unverzagt-Kaserne, in der das Pionierbataillon 20 lag, und seit 1936 die Dominik-Kaserne am Eißendorfer Pferdeweg, in der das III./Infanterieregiment 69 stationiert war. In unmittelbarer Nachbarschaft zur Dominik-Kaserne entstand 1935/36 die Scharnhorst-Kaserne.
Das Pionierbataillon 50 (mot.) wurde in der Kaserne am 6. Oktober 1936 aufgestellt. Am 1. April 1942 wurde es der 22. Panzerdivision unterstellt und Ende 1942 bei Stalingrad vernichtet. Am 26. August 1939 wurde das Pionierersatzbataillon 20 in der Kaserne gebildet. Am 1. Oktober 1942 wurde es geteilt, zum 10. April 1943 jedoch wieder vereinigt zum Pionierersatz- und Ausbildungsbataillon 20. Am 18. September 1944 verlegte es in die Niederlande. Am 26. September 1944 wurde es erneut in der Kaserne aufgestellt und verlegte im März 1945 schließlich an die Weser.

### Britische Besatzung
Nach dem Ende des Zweiten Weltkriegs übernahmen britische Truppen die Kaserne. So ordnete Mitte 1945 das 8. Britische Korps an, dass die nunmehr Scharnhorst Barracks bezeichnete Anlage instand zu setzen ist. Zu diesem Zeitpunkt befanden sich in den Gebäuden 3 bis 5 jeweils eine Pionierkompanie (Pioneer Coy) und im Gebäude 1 eine Batterie Royal Artillery. Benötigt wurden die Räume für die 218 Works Section Royal Engineers, Deputy Commander Royal Engineers. Mit der Reduzierung der britischen Militärverwaltung und der Truppen ab 1947 wurde die Kaserne frei.

### Bundesgrenzschutz und Bundeswehr
In der Scharnhorst-Kaserne begann am 15. Januar 1954 die Aufstellung der Grenzschutzabteilung (Bau) Nord des Bundesgrenzschutzes. Noch 1954 musste eine außer- und überplanmäßige Ausgabe für die Instandsetzung der Kaserne bewilligt werden. Die Grenzschutzbauabteilung blieb hier noch bis zum 30. Juni 1956 stationiert und stellte dann den Kader sowie das Material an das neue Pionierbataillon 1 der Bundeswehr.
Am 1. Juli 1956 übernahm die Bundeswehr die Kaserne. Hierfür waren ab 1956 weitere Baumaßnahmen notwendig, etwa der Aufbau eines Stabsgebäudes und eines Mannschaftsblocks. Folgende Stäbe, Verbände, Einheiten und Dienststellen der Bundeswehr waren in der Scharnhorst-Kaserne stationiert:
| Einheit                                  | Stationierung ab | Herkunft                                                                                                   | Stationierung bis | Verbleib |
| ---------------------------------------- | ---------------- | --- | ----------------- | --- |
| Pionierbataillon 1                       | 1. Juli 1956     | neu aufgestellt aus Grenzschutzabteilung (Bau) Nord des Bundesgrenzschutzes                                | 1. Februar 1958   | umbenannt in Panzerpionierbataillon 3 durch Unterstellungswechsel von der 1. Panzergrenadierdivision zur 3. Panzerdivision |
| schwere Schwimmbrückenkompanie 731       | 1. Juli 1956     | neu aufgestellt                                                                                            | 1. März 1959      | als 4. (Amphibische) Kompanie in Pionierbataillon 3 eingegliedert                                                          |
| Panzerpionierbataillon 3                 | 1. Februar 1958  | aus Pionierbataillon 1                                                                                     | 1. März 1959      | umbenannt in Pionierbataillon 3 im Rahmen der Einnahme der Heeresstruktur 2                                                |
| Pionierbataillon 3                       | 1. März 1959     | aus Panzerpionierbataillon 3                                                                               | Februar 1968      | verlegt in die Von-Goeben-Kaserne nach Stade, dort aufgelöst zum 30. September 1993                                        |
| Panzerpionierkompanie 70                 | 1. März 1959     | aus der am 1. Juli 1956 gebildeten 3./Pionierbataillon 1, späteren 3./Panzerpionierbataillon 3 aufgestellt | 4. Januar 1962    | verlegt nach Stade, Von-Goeben-Kaserne, dort aufgelöst zum 30. September 1993                                              |
| ABC-Abwehrkompanie 3                     | 16. Juli 1959    | neu aufgestellt                                                                                            | 1. Januar 1960    | verlegt in die Von-Goeben-Kaserne nach Stade                                                                               |
| Sanitätsbataillon 3 (teilaktiv)          | 1. August 1959   | aus Panzerpionierbataillon 3                                                                               | 1. April 1993     | in Sanitätsbataillon 806 umbenannt und dem Wehrbereichskommando VIII (Neubrandenburg) unterstellt                          |
| Materialausstattung Sanitätsbereich 10/5 |                  | neu aufgestellt                                                                                            |                   | aufgelöst |
| Sanitätskompanie 70                      | 1. Oktober 1972  | aus 2./Versorgungsbataillon 76, zuvor: Von-Goeben-Kaserne in Stade                                         |                   | aufgelöst. |
| Sanitätskompanie 80                      |                  | neu aufgestellt                                                                                            |                   | aufgelöst |
| Fahrschulgruppe Hamburg 1                | 1. Januar 1986   | neu aufgestellt                                                                                            | 31. März 1994     | aufgelöst und herangezogen zur Bildung der Kraftfahrausbildungszentren Hamburg 1 und 2                                     |
| Sanitätsbataillon 806                    | 1. April 1993    | aus Sanitätsbataillon 3                                                                                    | 31. Juli 1993     | in Sanitätsbataillon 141 umbenannt und der 14. Panzergrenadierdivision unterstellt                                         |
| Sanitätsbataillon 141                    | 1. August 1993   | aus Sanitätsbataillon 806                                                                                  | Anfang 1994       | verlegt in die Röttiger-Kaserne in Hamburg-Neugraben-Fischbek, dort 1997 aufgelöst                                         |

Die Kasernenanlage wurde im Zuge der Auflösung der 3. Panzerdivision Anfang 1994 von der Bundeswehr aufgegeben.

## Konversion

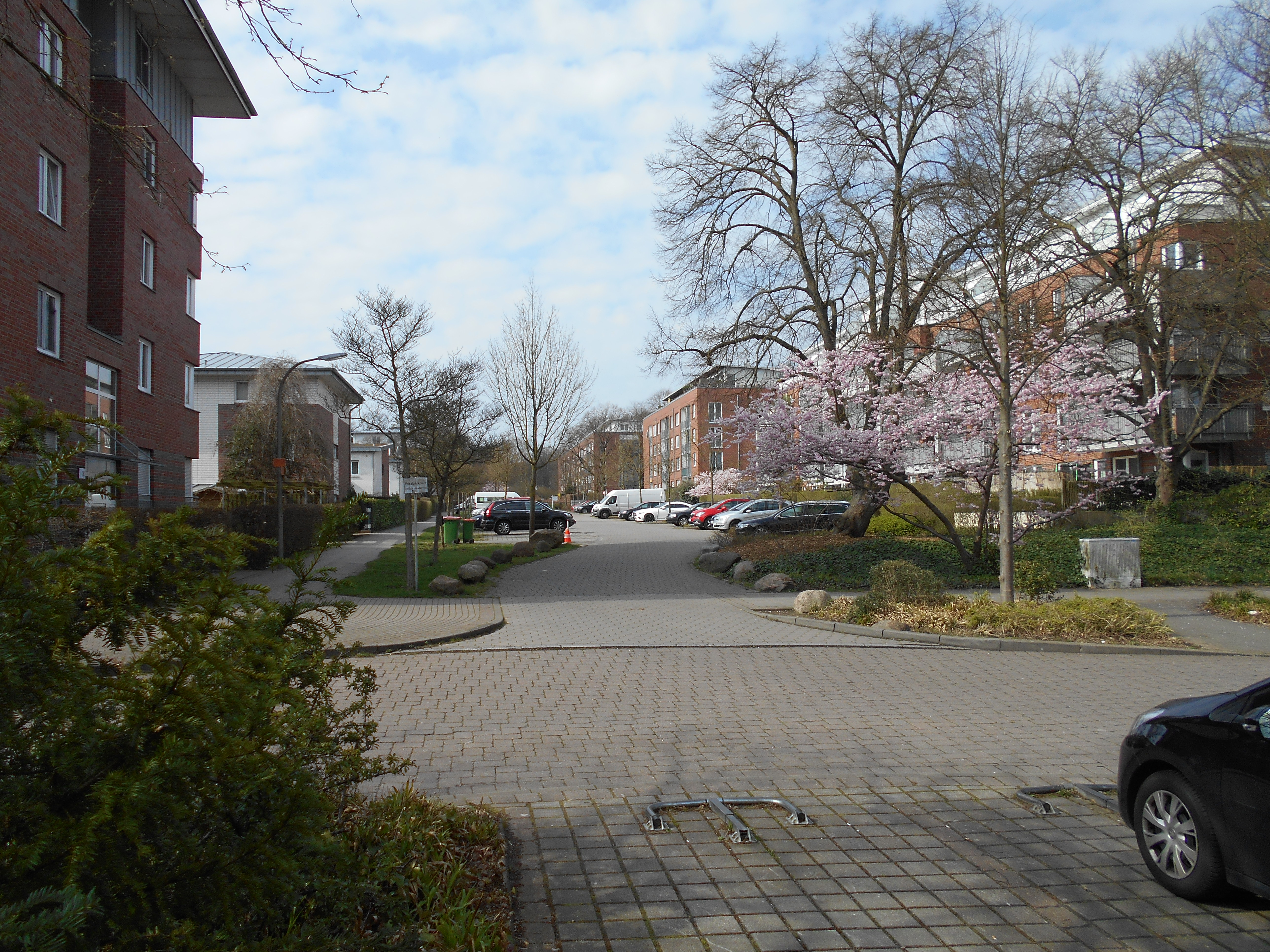
Im Rahmen der Konversion geschaffene Neubauten am Hans-Dewitz-Ring in Hamburg-Heimfeld

Der Aufstellungsbeschluss für den Bebauungsplan Heimfeld 43 wurde am 10. Oktober 1995 gefasst. 1996 fanden die Bürgerbeteiligungen statt. Am 12. Januar 1999 erließ der Hamburger Senat die Verordnung über den Bebauungsplan. Vorgesehen war demnach die Errichtung von bis zu 650 Wohneinheiten. Acht Bauflächen wurden als Reine Wohngebiete ausgewiesen, die mit viergeschossigen Bauten versehen werden sollten. Ein Teilbereich wurde als allgemeines Wohngebiet sowie für die Unterbringung einer Kindertagesstätte mit etwa 40 Plätzen, eines Gemeinschaftshauses sowie von Läden zur Versorgung vorgesehen. Eine weitere Fläche war zur Bebauung mit zweigeschossigen Reihenhäusern ebenfalls als Allgemeines Wohngebiet geplant. Ein Kinderspielplatz mit 3000 Quadratmetern, neue Parkanlagen mit 12.800 Quadratmetern und eine Sporthalle auf einer Fläche für den Gemeinbedarf von etwa 4000 Quadratmetern rundeten das Baugebiet ab. Für die Erschließung waren 11.400 Quadratmeter Straßenverkehrsflächen notwendig. Eine Freitreppenanlage nahe dem ehemaligen Haupteingang des Kasernengeländes wurde in die Denkmalliste am 3. Dezember 1997 eingetragen. Mit einem Investor wurde ein städtebaulicher Vertrag geschlossen. Die Umsetzung erfolgte im Wesentlichen zwischen 1998 und 2001.